# 30057 Sarasakowitz
30057 Sarasakowitz è un asteroide della fascia principale. Scoperto nel 2000, presenta un'orbita caratterizzata da un semiasse maggiore pari a 2,4206973 UA e da un'eccentricità di 0,1577692, inclinata di 2,59645° rispetto all'eclittica.